# Романчук Катерина Василівна
Романчук Катерина Василівна (04.03.1981 р.н.) — завідувач кафедри міжнародної економіки Житомирського державного технологічного університету, доктор економічних наук, доцент, сертифікований аудитор.

## Біографія
2003 р. — закінчила Житомирський інженерно-технологічний інститут (спеціальність «Облік і аудит»), диплом спеціаліста з відзнакою;
2003 р. — асистент кафедри обліку і аудиту;
2006 р. — захист кандидатської дисертації, в Державній академії статистики, обліку та аудиту Держкомстату України (м. Київ).
2006 р. — доцент кафедри бухгалтерського обліку і контролю;
2013 р. — захист докторської дисертації в Національній академії статистики, обліку та аудиту Державної служби статистики України (м. Київ).
З 01.09.2015 р. — завідувач кафедри міжнародної економіки Житомирського державного технологічного університету.
Кандидатська дисертація: "Організація та методика бухгалтерського обліку договірного процесу (на прикладі діяльності промислових підприємств України)
Докторська дисертація: «Розвиток бухгалтерського обліку активів в умовах трансформації інституту права власності»

## Основні наукові праці
- Аналіз виробництва та реалізації продукції / О. В. Олійник, К. В. Романчук // Економічний аналіз: навч. посібник / Ф. Ф. Бутинець, В. В. Зіновчук, Є. В. Мних та ін. ; за ред. Ф. Ф. Бутинця. — Ж. : ПП «Рута», 2003. — С. 377—425.
- Облік необоротних активів / К. В. Романчук та ін. // Бухгалтерський облік у бюджетних установах: навч. посібник / Ф. Ф. Бутинець, Т. П. Остапчук, М. М. Шигун та ін. ; за ред. Ф. Ф. Бутинця. — Ж. : ПП «Рута», 2004. — С. 48–103.
- Польська мова: навч. посібник / В. Л. Ваховська, О. П. Войналович, О. М. Глущук, К. В. Романчук ; за ред. Ф. Ф. Бутинця. — Ж. : ЖДТУ, 2004. — 236 с.
- Польська мова: навч. посібник / О. М. Глущук, І. В. Замула, К. В. Романчук та ін. ; за ред. Ф. Ф. Бутинця. — 2-ге вид., доп. і перероб. — Ж. : ЖДТУ, 2005. — 248 с.
- Вступ до бухгалтерського обліку, або не все складне, що таким здається: навч. посібник: початковий курс / К. В. Романчук, А. П. Дикий, Т. П. Назаренко, І. Т. Томашевська ; за ред. Ф. Ф. Бутинця. — Ж. : ЖДТУ, 2006. — 244 с.
- Роль бухгалтерської служби у договірному процесі: ретроспективний аналіз / К. В. Романчук // Бухгалтерський облік: історичний аспект. Результати дисертаційних досліджень Житомирської наукової бухгалтерської школи: монографія. — Ж. : ЖДТУ, 2006. — С. 111—124.
- Развитие организации и методики бухгалтерского учета договорного процесса / Е. В. Романчук // Современный учет и контроль: подготовка кадров, проблемы теории и методики. Результаты диссертационных исследований проблем бухгалтерского учета и контроля Житомирской бухгалтерской научной школы: монография. — Ж. : Рута, 2006. — С. 227—253.
- Облік основних засобів та інших необоротних матеріальних активів / К. В. Романчук та ін. // Бухгалтерський фінансовий облік: підручник / Ф. Ф. Бутинець, А. М. Герасимович, Н. М. Малюга та ін.; за ред. Ф. Ф. Бутинця. — 7-е вид., доп. і перероб. — Ж. : ПП «Рута», 2006. — С.47–105.
- Вступ до бухгалтерського обліку, або не все складне, що таким здається: навч. посібник: початковий курс / Романчук, А. П. Дикий, Т. П. Назаренко, І. Т. Томашевська ; за ред. Ф. Ф. Бутинця. — Ж. : ЖДТУ, 2006. — 244 с.
- Міжнародні стандарти фінансової звітності: тести: навч. посібник. — Ж. : ПП «Рута», 2006. — 172 с. — Співавтор К. В. Романчук. Господарські товариства в Україні / К. В. Романчук та ін. // Основи бізнесу: навч. посібник / Ф. Ф. Бутинець, С. Л. Береза, Н. Г. Виговська та інш.; за ред. Ф. Ф. Бутинця. — 2-ге вид., доп. і перероб. — Ж. : ПП «Рута», 2006. — С. 51–75.
- Складання та читання звітності або не все складне, що таким здається: навч. посібник. Ч. 2 / Т. В. Давидюк, Н. А. Остап'юк, К. В. Романчук. — Ж. : ПП «Рута», 2006. — 292 с. Бухгалтерський фінансовий облік: підручник / Ф. Ф. Бутинець, А. М. Герасимович, Г. Г. Кірейцев та ін. ; за ред. Ф. Ф. Бутинця. — 8-ме вид., доп. і перероб. — Ж. : ПП «Рута», 2009. — 912 с. — Співавтор К. В. Романчук.
- Dictionnaire de comptabilité et de gestion. [Dirige par Luc Marco, Franc F. Butynietz, Jan Stepniewski]. Valume 1. — Paris: Edition de la Gestion, 2010. — 430
- Dictionnaire de comptabilité et de gestion. [Dirige par Luc Marco, Franc F. Butynietz, Jan Stepniewski]. Valume 2. — Paris: Edition de la Gestion, 2010. — 853
- Створення суб'єктів підприємницької діяльності у малому бізнесі: організація бухгалтерського обліку та оподаткування: лекційний матеріал: метод. посібник. — Ж. : ПП Кузьмін Дн. Л., 2010. — 92 с. — Співавтор К. В. Романчук.
- Створення суб'єктів підприємницької діяльності у малому бізнесі: організація бухгалтерського обліку та оподаткування: лекційний матеріал: зб. законодавчих актів: метод. посібник. — Ж. : ПП Кузьмін Дн. Л., 2010. — 104 с. — Співавтор К. В. Романчук
- Обліково-аналітичне забезпечення управління фінансовими ресурсами та податковими розрахунками суб'єктів малого бізнесу: лекційний матеріал: навч.- метод. посібник. — Ж. : ПП Кузьмін Дн. Л., 2011. — 116 с. — Співавтор К. В. Романчук.
- Розвиток системи бухгалтерського обліку: реалізація мікроекономічних запитів: монографія / Л. В. Чижевська, К. В. Романчук, Н. І. Петренко. — Ж. : ЖДТУ, 2012. — 444 с. Облік і аналіз договірного процесу: навч.-метод. посібник до практичних та семінарських занять / К. В. Романчук. — Електр. текстові дані. — Ж. : ЖДТУ, 2013. — Режим доступу: /ftextslocal/oblik i audit/posibnik5.pdf
- Облік і аналіз договірного процесу [Електронний ресурс]: навч.-метод. посібник для самостійного вивчення дисципліни / К. В. Романчук. — Електр. текстові дані. — Ж. : ЖДТУ, 2013. — Режим доступу: /ftextslocal/oblik i audit/posibnik6.pdf
- Облік і аналіз договірного процесу: плани та методичні вказівки до практичних та семінарських занять, з підготовки та складання письмового іспиту студентами заочної форми навчання / К. В. Романчук. — Електр. текстові дані. — Ж. : ЖДТУ, 2013. — Режим доступу: /ftextslocal/oblik i audit/metod23.pdf
- Облік і звітність в оподаткуванні: плани та методичні вказівки до практичних та семінарських занять, виконання контрольних робіт студентами денної форми навчання / І. А. Панченко, К. В. Романчук, К. В. Шиманська. — Електр. текстові дані. — Ж. : ЖДТУ, 2013. — Режим доступу: /ftextslocal/oblik i audit/metod21.pdf
- Розвиток бухгалтерського обліку активів в умовах трансформації інституту права власності: монографія / К. В. Романчук. — Ж. : ЖДТУ, 2012. — 528 c.
- Бухгалтерський облік витрат на рекламу у рекламодавця: теоретико-організаційний аспект / К. В. Романчук, А. В. Лисюк // Бухгалтерські наукові дослідження в ЖДТУ: монографія. Т. 1 / за ред. С. Ф. Легенчука. — Ж. : ЖДТУ, 2014. — С. 307—338.
- Формування концепції визнання активів в обліковій національній практиці України як засіб детінізації економіки України / К. В. Романчук // Стратегічні пріоритети детінізації економіки України у системі економічної безпеки: макро та мікро вимір: монографія / за ред. О. В. Черевка. — Черкаси: ПП Ю. А. Чабаненко, 2014. — С. 118—138.
- Фінансова звітність підприємств: навч. посібник / В. М. Мельник, М. М. Шигун, К. В. Романчук, І. А. Панченко, К. В. Шиманська. — К. : ТОВ НВП Інтерсервіс, 2014. — 156 c.
- Обліково-інформаційні аспекти екологічного страхування як інструменту екологічної відповідальності суб'єктів господарювання в умовах невизначеності зовнішнього середовища / К. В. Романчук, К. В. Шиманська // Бухгалтерські дослідження у ЖДТУ. Т. 2 : Моделювання системи інформаційного забезпечення управління в умовах невизначеності економіки: монографія / за ред. С. Ф. Легенчука. — Ж. : ЖДТУ, 2015. — С. 382—413.
- Розвиток методичного забезпечення бухгалтерського обліку виплат працівникам та їх відображення у фінансовій звітності: реалії України / К. В. Романчук, К. В. Шиманська // Бухгалтерські наукові дослідження в ЖДТУ. Т. 3 : Розвиток бухгалтерського обліку, економічного аналізу та аудиту у ХХІ-му столітті: монографія / за ред. С. Ф. Легенчука. — Ж. : ЖДТУ, 2015. — С. 116—146.
- Застосування Міжнародних стандартів аудиту при перевірці операцій підприємства з корпоративними правами власної емісії: теорія та практика / К. В. Романчук, К. В. Шиманська // Аналітична оцінка та контроль бізнес-процесів в межах маркетингової стратегії суб'єкта господарювання: монографія / за ред. І. В. Замули. — Ж. : ПП. О. О. Євенок, 2016. — С. 234—276.
- Трактування поняття «калькуляційні рахунки» в обліково-економічній літературі / К. В. Романчук // Вісник ЖІТІ. Сер. : Економічні науки. — 2002. — Вип. 21. — С. 177—186.
- Контроль укладання та виконання господарських договорів / К. В. Романчук // Вісник ЖДТУ. Сер. : Економічні науки. — 2005. — № 3 (33). — С. 197—203. Договірний процес та його відображення у внутрішній звітності підприємства / К. В. Романчук // Вісник ЖДТУ. Сер. : Економічні науки. — 2005. — № 2 (32). — С. 176—186.
- Poziomy kształtowania się i czynniki wpływające na politykę kontraktową / K. Romanczuk // Problemy zarządzania i marketingu. Redakcja naukowa prof. dr hab. Stanisław Pajączkowski mgr inż. Halina Węgrzyn. — Legnica: Wyższa Szkoła Menedżerska w Legnicy, 2005. — S. 402—407.
- Лизинговые операции в Украине: бухгалтерский, налоговый и правовой аспекты / С. М. Лайчук, К. В. Романчук // Проблеми теорії та методології бухгалтерського обліку, контролю і аналізу. Сер. : Бух. облік, контроль і аналіз. — 2008. — Вип. 2 (11). — С. 203—215.
- Бібліометричний аналіз дисертаційних досліджень за ключовим словом «ресурс» в Україні та Російській Федерації / К. В. Романчук // Проблеми теорії та методології бухгалтерського обліку, контролю і аналізу: Сер. : Бух. облік, контроль і аналіз. — 2010. — Вип. 3 (18). — С. 303—324.
- Способи забезпечення виконання зобов'язання: огляд національної облікової практики / К. В. Романчук, Т. В. Затока, О. М. Діділовський // Вісник ЖДТУ. Сер. : Економічні науки. — 2010. — № 4 (54). — С. 169—184.
- Актуальні проблеми визначення сутності та обліку ресурсів: бібліометричний аналіз / К. В. Романчук, Н. М. Малюга // Вісник Запорізького національного університету. Економічні науки. — 2011. — 2(10). –С.156-159.
- Витрати на інформаційне забезпечення процесу придбання: шляхи оптимізації обліку / К. В. Романчук, Д. Л. Кузьмін // Вісник ЖДТУ. Сер. : Економічні науки. — 2011. — № 3 (57). — С. 136—146.
- Матеріальні ресурси як об'єкт бухгалтерського обліку / К. В. Романчук // Проблеми теорії та методології бухгалтерського обліку, контролю і аналізу. Сер. : Бух. облік, контроль і аналіз. — 2011. — Вип. 2 (20). — С. 423—427.
- Момент переходу права власності за договором поставки і його вплив на оподаткування та бухгалтерський облік операцій / К. В. Романчук, д. Л. Кузьмін, В. В. Лісовий // Вісник ЖДТУ. Сер. : Економічні науки. — 2011. — № 2 (56), Ч. 1. — С. 192—197.
- Організація договірного процесу: обліково-правовий аспект / К. В. Романчук, Д. Л. Кузьмін // Вісник ЖДТУ. Сер. : Економічні науки. — 2011. — № 1 (55). — C. 145—146.
- Правове регулювання рекламної діяльності: зарубіжний досвід та національні перспективи / К. В. Романчук, А. В. Лисюк // Проблеми теорії та методології бухгалтерського обліку, контролю і аналізу. Сер. : Бух. облік, контроль і аналіз. — 2011. — Вип. 3 (21), Ч. 2. — С. 311—319.
- Ryzyko procesu kupna zasobów materialnych oraz jego ewidencja / К. Romanczuk // Zarządzajmy ryzykiem / Redakcja Teresy Martyniuk, Renaty Pałczyńskiej-Gościniak. — Gdańsk, 2011. — S. 195—204.
- Сутність та види економічних ресурсів: обліково-аналітичний вимір / К. В. Романчук // Вісник Львівської комерційної академії. Серія економічна. — 2011. — Вип. 34. — С. 150—157.
- До питання визначення забезпечення використання зобов'язання умовними фактами господарського життя / К. В. Романчук, Т. В. Затока // Вісник ЖДТУ. Сер. : Економічні науки. — 2012. — № 1 (59), Ч.1. — С. 179—184.
- До питання розкриття інформації про власність підприємства в активі балансу / К. В. Романчук, Н. Г. Радько // Вісник Львівської комерційної академії. Серія економічна. — 2012. — Вип. 39. — С. 80-84.
- Інформаційні ресурси в працях вчених: систематизація за напрямами досліджень / К. В. Романчук // Наукових вісних Волинського національного університету ім. Лесі Українки. Сер. : Економічні науки. — 2012. — № 4 (229). –129–135.
- Змістовне наповнення понять"майно", «активи» в національній обліковій практиці / К. В. Романчук // Вісник Донбаської державної машинобудівної академії. — 2012.– № 1 (26). — С. 206—211.
- Мова бухгалтерського обліку: проблеми формування та використання / К. В. Романчук // Вісник ЖДТУ. Сер. : Економічні науки. — 2012. — № 2 (60). — С. 122—139.
- Модифікація завдань бухгалтерського обліку в контексті трансформації институту права власності / К. В. Романчук // Проблеми теорії та методології бухгалтерського обліку, контролю і аналізу. Сер. : Бух. облік, контроль і аналіз. — 2012. — Вип. 2 (23). — С. 312—325.
- Оптимизация учетного отображения корректировки цены и влияние на конкурентоспособность предприятия / К. В. Романчук, Я. В. Сливка // Экономический анализ: теория и практика. — 2012. — № 11(266). — С. 22–28.
- Основні засоби: гармонізація бухгалтерського обліку та системи національних рахунків / К. В. Романчук, В. В. Бондарчук // Вісник Хмельницького національного університету. Серія: Економічні науки. — 2012. — № 2, Т. 2. — С. 197—204.
- Організація процедури приймання цінностей за якістю та кількістю як вектор реалізації політики ресурсозбереження суб'єкта господарювання: обліковий аспект / К. В. Романчук // Вісник ЖДТУ. Сер. : Економічні науки. — 2012. — № 3 (61). — С. 158—164.
- Правові аспекти та особливості бухгалтерського обліку поруки / К. В. Романчук, Т. В. Затока // Вісник Запорізького національного університету. — 2012. — № 1 (13). — С. 126—133.
- Результат наукових дослідження з проблем обліку, аналізу та контролю матеріальних ресурсів / К. В. Романчук // Проблеми теорії та методології бухгалтерського обліку, контролю і аналізу. Сер. : Бух. облік, контроль і аналіз. — 2012. — Вип. 1 (22). — С. 315—328.
- Ресурсний потенціал та його зв'язок з системою бухгалтерського обліку / К. Романчук, Н. Довбиш // Економічний аналіз: зб. наук. праць / Тернопільський національний економічний університет. — Тернопіль: Економічна думка, 2012. — Вип. 10, Ч.3. — С. 215—218.
- Сутність власності: обліково-правовий вимір / К. В. Романчук // Вісник Криворізького національного університету. — 2012. — Вип. 30. — С. 268—273.
- Фінансові ресурси в науковій англомовній літературі: систематизація за об'єктами обліку / К. В. Романчук // Економічні науки: зб. наук. праць. Сер. : Облік і фінанси. — 2012. — Вип. 9 (3). — С. 168—175.
- Напрямки облікового забезпечення та регулювання господарських операцій підприємств у сфері поводження з відходами / К. В. Романчук, К. В. Шиманська // Проблеми теорії та методології бухгалтерського обліку, контролю і аналізу: міжнар. зб. наук. пр. — 2013. — Вип. 3 (27). — С. 281—298.
- Облікове відображення внесених до статутного капіталу майнових прав: особливості застосування альтернативних концепцій визнання активів / К. В. Романчук, К. В. Шиманська // Проблеми теорії та методології бухгалтерського обліку, контролю і аналізу. — 2013. — Вип. 1 (25). — С. 269—292.
- Сучасні теоретико-методичні підходи до оцінки ефективності використання інноваційного потенціалу підприємства / В. О. Матросова, Ю. В. Гончар, К. В. Романчук // Вісник Національного технічного університету «ХПІ». Сер. : Технічний прогрес та ефективність виробництва. — 2013. — № 66. — С. 86-96.
- Облік і оподаткування операцій з нарахування і стягнення штрафних санкцій з несумлінного боржника / К. В. Романчук, К. В. Шиманська // Проблеми теорії та методології бухгалтерського обліку, контролю і аналізу. — 2014. — Вип. 3 (30). — С. 351—368.
- Особливості організації франчайзингової діяльності в Україні та їх вплив на об'єкти бухгалтерського обліку / К. В. Романчук, Н. А. Остап'юк, І. В. Котенко // Вісник Мукачівського державного університету. Сер. : Економіка. — 2014. — № 2. — С. 148—156.
- Аудиторські процедури під час вивчення аудитором операцій підприємства з корпоративними правами власної емісії: практичні аспекти застосування / К. В. Романчук, І. В. Шиманська, Л. В. Чижевська // Аудитор України. — 2015. — № 4 (245). — С. 8–15.
- Аудиторські процедури під час вивчення аудитором операцій підприємства з корпоративними правами власної емісії: практичні аспекти застосування (Продовження) / І. В. Шиманська, Л. В. Чижевська, К. В. Романчук // Аудитор України. — 2015. — № 5 (246). — С. 16–19.
- Ідентифікація відходів як об'єкта бухгалтерського обліку та контролю: класифікаційний підхід / К. В. Романчук, К. В. Шиманська // Проблеми теорії та методології бухгалтерського обліку, контролю і аналізу. — 2015. — Вип. 1 (31). — С. 351—365.
- Формування та розкриття інформації про виплати працівникам за МСФЗ та П(С)БО / К. В. Романчук, К. В. Шиманська // Проблеми теорії та методології бухгалтерського обліку, контролю і аналізу. — 2015. — Вип. 3 (33). — С. 273—296.
- Еміграція населення України в контексті тенденцій міжнародної міграції робочої сили: економіко-соціо-демографічний базис / К. В. Романчук, К. В. Шиманська // Вісник ЖДТУ. Сер. : Економічні науки. — 2016. — № 1 (75) . — С. 152—164.
- Obciążenia podatkowe małych i średnich przedsiębiorstw w Polsce i na Ukrainie / M. Remlein, K. Romanchuk // Finanse, Rynki Finansowe, Ubezpieczenia. — 2016. — 5 (83/2). — S. 241—252. — Режим доступу: http://www.wneiz.pl/frfu/numery/rok2016/frfunr-5-2016-czesc-2/8142

## Наукові інтереси
- зовнішньоекономічна діяльність підприємства;
- глобальна економіка;
- облік і звітність в оподаткуванні;
- облік і аналіз договірного процесу.

## Громадська діяльність та членство
- Член редакційної колегії фахових видань України: Вісник Житомирського державного технологічного університету. Серія: Економічні науки.
- Член редакційної колегії зарубіжних фахових видань: «Przestrzeń, Ekonomia, Społeczeństwo», Sopocka Szkoła Wyższa, Sopot, Polska (Наукове видання Сопотської вищої школи, м. Сопот, Республіка Польща).
- Член наукового семінару ЖДТУ з розгляду результатів дисертаційних робіт аспірантів, докторантів пошукачів) за спеціальністю 08.00.09 — бухгалтерський облік, аналіз та аудит (за видами економічної діяльності).
- Член Вченої ради ЖДТУ.
- Лектор Сопотської вищої школи (м. Сопот, Польща)
- Лектор Фінансової академії «Актив»